# Elbridge Gerry
Elbridge Gerry, född 17 juli 1744 i Marblehead,  Massachusetts, död 23 november 1814 i Washington, D.C., var en amerikansk politiker (demokrat-republikan) och USA:s femte vicepresident.
I egenskap av ledamot av kontinentalkongressen var Gerry 1776 en av undertecknarna av USA:s självständighetsförklaring. Gerry var ledamot av kontinentalkongressen 1776–1780 och 1783–1785, ledamot av USA:s representanthus 1789–1793, guvernör i Massachusetts 1810–1812 samt James Madisons vicepresident 1813–1814.
Begreppet gerrymandering härstammar från tiden då Elbridge Gerry var guvernör och motståndarna ansåg att en av valkretsarna i Massachusetts liknade en salamander och gränserna hade dragits för att gynna guvernör Gerrys demokrat-republikaner och missgynna federalistpartiet.
Gerry förlorade guvernörsvalet 1812 i efterdyningarna av gerrymanderingskandalen. I delstatens lagstiftande församling hade Gerrys strategi ändå fungerat i och med att hans motståndare, federalisterna, fick en tredjedel av alla mandat med över hälften av rösterna. Gerry valdes senare samma år till USA:s vicepresident. Han avled i ämbetet och hans grav finns på Congressional Cemetery, kongressens begravningsplats i Washington, D.C.